# NGC 48
NGC 48は、アンドロメダ座の方角にある棒渦巻銀河である。1885年9月7日にルイス・スウィフトによって発見された。